# 西沢正太郎 (内務官僚)

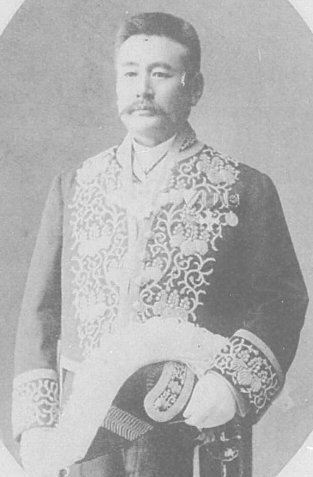
西沢正太郎

西沢 正太郎（にしざわ しょうたろう、1863年10月21日〈文久3年9月9日〉 - 1910年〈明治43年〉2月2日）は、日本の内務官僚。官選県知事。号・靖軒、獅牢。

## 経歴
信濃国埴科郡鼠宿村（現・長野県埴科郡坂城町）で、西沢陽左衛門の息子として生まれる。慶應義塾に学び、1890年7月、帝国大学法科大学政治学科を卒業。同年11月、内務省試補となり会計局に配属された。
1891年5月、警保局に転じ、同年10月、宮崎県参事官に就任。以後、新潟県参事官、香川県警部長、香川県・滋賀県・大阪府・兵庫県・京都府の各書記官などを歴任。
1904年11月、青森県知事に就任。1908年6月、福島県知事に転じ、産業振興に尽力したが、盲腸炎および肺炎により在任中に死去した。漢詩を嗜んだ。

## 栄典・授章・授賞
位階
- 1897年（明治30年）2月10日 - 従六位[7]
- 1905年（明治38年）1月31日 - 正五位[8]
- 1910年（明治43年）2月2日 - 従四位[9]

勲章等
- 1906年（明治39年）4月1日 - 勲三等旭日中綬章[10]・明治三十七八年従軍記章[11]